# Megadim
Megadim (hebr. מגדים) – moszaw położony w Samorządzie Regionu Chof ha-Karmel, w dystrykcie Hajfa, w Izraelu.

## Położenie
Leży w północnej części równiny Szaron na wybrzeżu Morza Śródziemnego na zachód od masywu Góry Karmel, w otoczeniu wioski Atlit, kibucu Ha-Choterim i miasta Tirat Karmel.

## Historia
Pierwotnie znajdowała się tutaj arabska wioska al-Tira. Podczas wojny izraelsko-arabskiej w 1948 roku jej mieszkańcy uciekli w obawie przed pogromami ze strony żydowskiej Hagany.
Współczesny mMoszaw został założony w 1949 roku przez żydowskich imigrantów z Ameryki Północnej i Egiptu. Nazwa nawiązuje do tekstu biblijnego z Pieśni nad Pieśniami 4,13: "Szczepki twoje są sadem jabłek granatowych z owocem cennym cyprysu i szpikanardu."

## Gospodarka
Gospodarka moszawu opiera się na intensywnym rolnictwie, uprawach w szklarniach, sadownictwie i turystyce. Tutejsza firma Bialik Dror prowadzi usługi w zakresie sprzętu i oprogramowania komputerowego.

## Transport
Wzdłuż zachodniej granicy moszawu przebiega autostrada nr 2, brak jednak możliwości wjazdu na nią. Z moszawu wychodzi lokalna droga, która prowadzi na wschód do skrzyżowania z drogą ekspresową nr 4.